# Клуб Євгена Рудакова

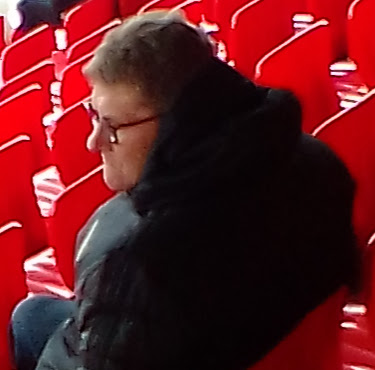
Євген Рудаков першим досягнув відмітки 100 матчів без пропущених м'ячів на найвищому рівні

Клуб воротарів імені Євгена Рудакова, або Клуб Євгена Рудакова — список, символічна група українських воротарів, які у своїй кар'єрі спромоглися зіграти без пропущених м'ячів щонайменше 100 матчів у вищій лізі Чемпіонату України, Кубку України, європейських кубках, офіційних і товариських матчах збірної України, СРСР i СНД, а також у вищій лізі чемпіонатів СРСР, Кубку СРСР, чемпіонатах і кубках зарубіжних країн.
Євген Рудаков перший серед українських воротарів, хто досягнув цієї мети.
Мета ведення такого списку — збереження для історії українського футболу найкращих показників воротарів України.

## Історія створення Клубу Євгена Рудакова
Після створення символічних Клубів імені Олега Блохіна та Максима Шацьких, статистик футболу з шахтарського міста Ровеньки, Віктор Хохлюк за допомогою шанувальника футболу з Росії Антона Насонова (допомагав в зборі інформації воротарів сучасного футболу), узагальнивши всю інформацію, 1 жовтня 2010 року започаткував, цей проєкт. Проєкт створено за аналогією з Клубом Льва Яшина.
Ідею автора Клубу щодо широкого освітлення на теренах України, підтримали інтернет-сайти про футбол — «Футболфан» (автор Сергій Бондаренко) та луганської «Зорі» (автори: Юліан Шкіров і Микола Косогор). З січня 2011 року, газета «Український футбол» вперше опублікувала дані символічного Клубу імені Євгена Рудакова та щомісячно, на шпальтах видання проводить відповідні Засідання щодо підрахунку статистичних показників воротарів зазначеного Клубу.
Допомогу з матеріалами авторові Клубу надавали — Андрій Бабешко з міста Донецьк та Юліан Шкіров з Луганська.

## Регламент
| Мета Клубу воротарів імені Євгена Рудакова - Збереження для історії футболу найкращих показників воротарів Україні в турнірах вищого рівня. З цією метою і об'єднані найкращі показники воротарів українських команд (вихованців українського футболу) у чемпіонатах, кубках колишнього СРСР, Україна, єврокубках і інших офіційних турнірах минулого століття та сучасності. |
1. До Клубу Євгена Рудакова зараховуються воротарі:
  - які не пропустили жодного гола в свої ворота у 100 (ста) і більше матчах в офіційних турнірах під егідою: ФІФА, УЄФА, ФФУ та інших футбольних федерацій (асоціацій), що входять до світового футбольного співтовариства.
  - які є вихованцями українського футболу, громадянами України, які виступають або раніше грали в клубах Прем'єр — ліги (вищої ліги) України.
  - які є громадянами України і виступають (виступали) в зарубіжних командах на найвищих футбольних рівнях.
  - які є вихованцями українського футболу і виступали у футбольних командах вищої ліги колишнього СРСР, але пізніше отримали громадянство іншої держави: (В'ячеслав Чанов — Росія)
  - які виступають (виступали) за національну (молодіжну) збірну України, але пізніше (з різних причин) отримали громадянство іншої держави: (Максим Левицький — Росія).
2. Статистика Клубу ведеться з офіційних джерел інформації: протоколів ФФУ, УПЛ, ПФЛ, Федерації футболу колишнього СРСР, ФІФА, УЄФА, національних федерацій інших держав (у випадках відсутності офіційних протоколів, використовуються інші джерела інформації: інтернет-сайти футбольних клубів, федерацій, статистичні сайти про футбол та інші медіа ресурси).
3. Враховуються проведені «сухі» матчі:
  - у чемпіонатах колишнього СРСР і України (вища ліга / Прем'єр-ліга).
  - у розіграшах кубка колишнього СРСР, Федерації футболу СРСР, Кубку сезону Радянського Союзу, національних розіграшах Кубка і Суперкубка України.
  - у міжнародних турнірах під егідою: ФІФА, УЄФА та ін офіційних футбольних організацій.
  - за олімпійську і першу збірну колишнього СРСР, національну збірну України.
  - за зарубіжні клуби у вищих лігах (прем'єр-лігах …), національних кубках (кубках ліги, Тото …) наступних країн: Австрії, Англії, Бельгії, Болгарії, Угорщини, Німеччини, Голландії, Греції, Данії, Ізраїлю, Іспанії, Італії, Кіпру, Норвегії, Польщі, Португалії, Румунії, Словаччини, Словенії, Сербії, держав колишнього СРСР — Азербайджану, Вірменії, Білорусі, Грузії, Казахстану, Молдови, Росії та Узбекистану; Фінляндії, Франції, Хорватії, Чехії, Швейцарії, Швеції, Шотландії, Японії, Кореї, Китаю, Саудівської Аравії, Мексики, США, Бразилії та Аргентини.

## Умовні найменування
- ЧУ — матчі на «0» у вищій лізі чемпіонату України.
- КУ — матчі на «0» в розіграшах Кубка і Суперкубка України.
- ЄК — матчі на «0» в розіграшах Ліги чемпіонів, Кубка УЄФА, Суперкубка УЄФА, Кубка володарів Кубків і Кубка Інтертото.
- ЗБ — матчі на «0» у товариських і офіційних матчах збірної України, СРСР і СНД.
- ЧС — матчі на «0» у вищій лізі чемпіонату СРСР.
- КС — матчі на «0» в розіграшах Кубка СРСР, Кубка федерації футболу СРСР і Суперкубка СРСР.
- СН — матчі на «0» на Спартакіаді народів СРСР 1979 року.
- ЗЧ — матчі на «0» у розіграшах елітних ліг зарубіжних країн.
- КЗ — матчі на «0» в розіграшах Кубків зарубіжних країн.

## Члени клубу
Станом на 10 грудня 2022 року
| #     | Гравець | Разом | ЧУ  | КУ | ЄК | ЗБ | ЧС  | КС | СН | ЗЧ | КЗ |
| 1     | Олександр Шовковський «Динамо» (Київ), «Динамо-3» (Київ) | 364   | 233 | 41 | 44 | 46 | 0   | 0  | 0  | 0  | 0  |
| 2     | Андрій П'ятов «Ворскла» (Полтава), «Шахтар» (Донецьк) | 287   | 176 | 23 | 41 | 47 | 0   | 0  | 0  | 0  | 0  |
| 3     | Євген Рудаков «Динамо» (Київ) | 208   | 0   | 0  | 25 | 25 | 143 | 15 | 0  | 0  | 0  |
| 4     | Віктор Чанов «Шахтар» (Донецьк), «Динамо» (Київ), «Маккабі» (Хайфа), Бней-Єгуда, ЦСКА-Борисфен | 192   | 0   | 0  | 15 | 16 | 106 | 14 | 0  | 30 | 11 |
| 5     | Олександр Горяїнов «Олімпік» (Харків), «Авангард» (Мерефа), «Кривбас» (Кривий Ріг), «Металіст» (Харків) | 184   | 152 | 15 | 16 | 1  | 0   | 0  | 0  | 0  | 0  |
| 6     | Віталій Рева «Поліграфтехніка» (Олександрія), «Арсенал» (Київ), «Динамо» (Київ), «Таврія» (Сімферополь) | 164   | 128 | 25 | 8  | 3  | 0   | 0  | 0  | 0  | 0  |
| 7     | Дмитро Шутков / «Шахтар» (Донецьк) | 159   | 122 | 22 | 10 | 3  | 1   | 1  | 0  | 0  | 0  |
| 8     | Юрій Дегтерьов «Шахтар» (Донецьк) | 148   | 0   | 0  | 3  | 11 | 110 | 24 | —  | 0  | 0  |
| 9     | Олександр Ткаченко «Зоря» (Луганськ), «Зеніт» (Санкт-Петербург) | 146   | 0   | 0  | 3  | 2  | 119 | 22 | 0  | 0  | 0  |
| 10    | Віктор Банніков Авангард (Житомир), Шахтар (Коростишів), Десна (Чернігів), Динамо (Київ), Дніпро (Дніпропетровськ), Торпедо (Москва)                                                                                      | 142   | 0   | 0  | 2  | 5  | 111 | 24 | 0  | 0  | 0  |
| 11    | В'ячеслав Чанов «Шахтар» (Донецьк), Торпедо (Москва), «Нефтчі» (Баку), ЦСКА (Москва) | 137   | 0   | 0  | 1  | 3  | 105 | 28 | 0  | 0  | 0  |
| 12    | Дмитро Безотосний Металург З, «Чорноморець» (Одеса), «Габала» | 122   | 40  | 6  | 15 | 0  | 0   | 0  | 0  | 55 | 6  |
| 13    | Ілля Близнюк Металург З, Зірка, Дніпро, Ростсельмаш, Динамо, Ростсельмаш, Ростов, Аланія, Ростов, Том, Кривбас, Шинник Ростов                                                                                             | 119   | 60  | 10 | 1  | 1  | 0   | 0  | 0  | 44 | 3  |
| 14    | Сергій Долганський «Верес» (Рівне), «Металіст» (Харків), «Чорноморець» (Одеса), «Металург» (Донецьк), «Ворскла» (Полтава)                                                                                                 | 117   | 96  | 13 | 8  | 0  | 0   | 0  | 0  | 0  | 0  |
| 15    | Роман Смішко «Левадія» та ін. | 116   | 0   | 0  | 6  | 0  | 0   | 0  | 0  | 97 | 13 |
| 16    | Микола Медін / «Дніпро» (Дніпропетровськ), «Уралан» (Еліста) | 115   | 91  | 18 | 6  | 0  | 0   | 0  | 0  | 0  | 0  |
| 17    | В'ячелав Кернозенко ЦСКА/«Арсенал» (Київ), «Дніпро» (Дніпропетровськ), «Кривбас» (Кривий Ріг) | 113   | 85  | 15 | 11 | 2  | 0   | 0  | 0  | 0  | 0  |
| 18    | Денис Бойко «Оболонь», «Кривбас» (Кривий Ріг), Динамо (Київ), «Дніпро» (Дніпропетровськ), «Бешикташ» , «Малага» | 111   | 75  | 8  | 24 | 3  | 0   | 0  | 0  | 1  | 0  |
| 19    | Ігор Шуховцев / «СК Одеса», «Нива» (Вінниця), «СК Одеса», «Уралмаш» (Єкатеринбург), «Металург»/«Іллічівець» (Маріуполь), «Зоря» (Луганськ)                                                                                | 110   | 93  | 16 | 1  | 0  | 0   | 0  | 0  | 0  | 0  |
| 20    | Олег Суслов «Зоря» (Луганськ), СКА (Одеса), / «Чорноморець» (Одеса), «Зальцбург» (Зальцбург), «Адміра-Ваккер» (Мьодлінг)                                                                                                  | 109   | 72  | 13 | 6  | 4  | 1   | 4  | 0  | 7  | 2  |
| 21    | Віктор Гришко «Металіст» (Харків), «Динамо» (Київ), / «Чорноморець» (Одеса), Трабзонспор, МФК Миколаїв, СКА-Лотто, Дністер (Овідіополь)                                                                                   | 108   | 6   | 2  | 6  | 0  | 55  | 8  | 0  | 29 | 2  |
| 22    | Андрій Ковтун «СКА» (Київ), «Динамо» (Київ), «Шахтар» (Донецьк), «Динамо» (Київ), «Кривбас» (Кривий Ріг), «Ворскла» (Полтава), «Закарпаття» (Ужгород)                                                                     | 106   | 75  | 8  | 3  | 0  | 17  | 3  | 0  | 0  | 0  |
| 23-24 | Валерій Городов «Салют» (Бєлгород), «Факел» (Воронеж), / «Дніпро» (Дніпропетровськ), «Уралмаш» (Єкатеринбург), «Факел» (Воронеж)                                                                                          | 105   | 13  | 1  | 2  | 0  | 51  | 13 | 0  | 21 | 4  |
| 23-24 | Ігор Кутепов Металіст (Харків), Динамо (Київ), Тюмень, ЦСКА (Москва), Ростсельмаш, ЦСКА (Москва) | 105   | 23  | 7  | 5  | 1  | 39  | 10 | 0  | 18 | 2  |
| 25    | Андрій Нікітін / «Зоря» (Луганськ), «Шахтар» (Донецьк), «Металург» (Донецьк), «Іллічівець» (Маріуполь), «Сімург» | 103   | 82  | 11 | 5  | 0  | 0   | 0  | 0  | 4  | 1  |
| 26-27 | Юрій Вірт «Скала» (Стрий), ФК Львів (Львів), «Борисфен» (Бориспіль), «Металург» (Донецьк), «Шахтар» (Донецьк) | 102   | 82  | 13 | 5  | 2  | 0   | 0  | 0  | 0  | 0  |
| 26-27 | Максим Левицький «Таврія» (Сімферополь), Чорноморець (Новоросійськ), «Сент-Етьєн», «Спартак» (Москва), «Динамо» (Москва), «Сибір» (Новосибірськ), «Терек» (Грозний), «ФК Ростов» (Ростов-на-Дону), «Торпело-ЗІЛ» (Москва) | 102   | 43  | 9  | 0  | 4  | 0   | 0  | 0  | 42 | 4  |

Кандидати на вступ до клубу Євгена Рудакова станом на 10 грудня 2022 року:

| Гравець                                                                                      | Разом | ЧУ | КУ | ЄК | Зб | ЧС | КС | СН | ЗЧ | КЗ |
| -------------------------------------------------------------------------------------------- | ----- | -- | -- | -- | -- | -- | -- | -- | -- | -- |
| Юрій Паньків Олександрія, Арсенал (Київ), Металург Д, Сталь (Кам'янське), Рух (Львів)        | 90    | 80 | 6  | 4  | 0  | 0  | 0  | 0  | 0  | 0  |
| Олександр Рибка Оболонь (Київ), Динамо (Київ), Шахтар (Донецьк), Карабюкспор, Сабаїл, Лієпая | 63    | 34 | 10 | 4  | 1  | 0  | 0  | 0  | 11 | 3  |
| Євген Паст «Чорноморець» (Одеса), Зірка (Кіровоград), Десна (Чернігів)                       | 52    | 50 | 1  | 1  | 0  | 0  | 0  | 0  | 0  | 0  |

- При однаковій кількості матчів перевагу має воротар, який має найкращі показники в чемпіонатах СРСР, а потім України.

* Жирним шрифтом позначені воротарі, які продовжують виступи.

## Інші символічні Клуби
- Клуб Олега Блохіна
- Клуб Тимерлана Гусейнова
- Клуб Сергія Реброва
- Клуб Олександра Чижевського